# 科馬里夫卡 (尼任區)
51°14′6″N 32°7′59″E / 51.23500°N 32.13306°E

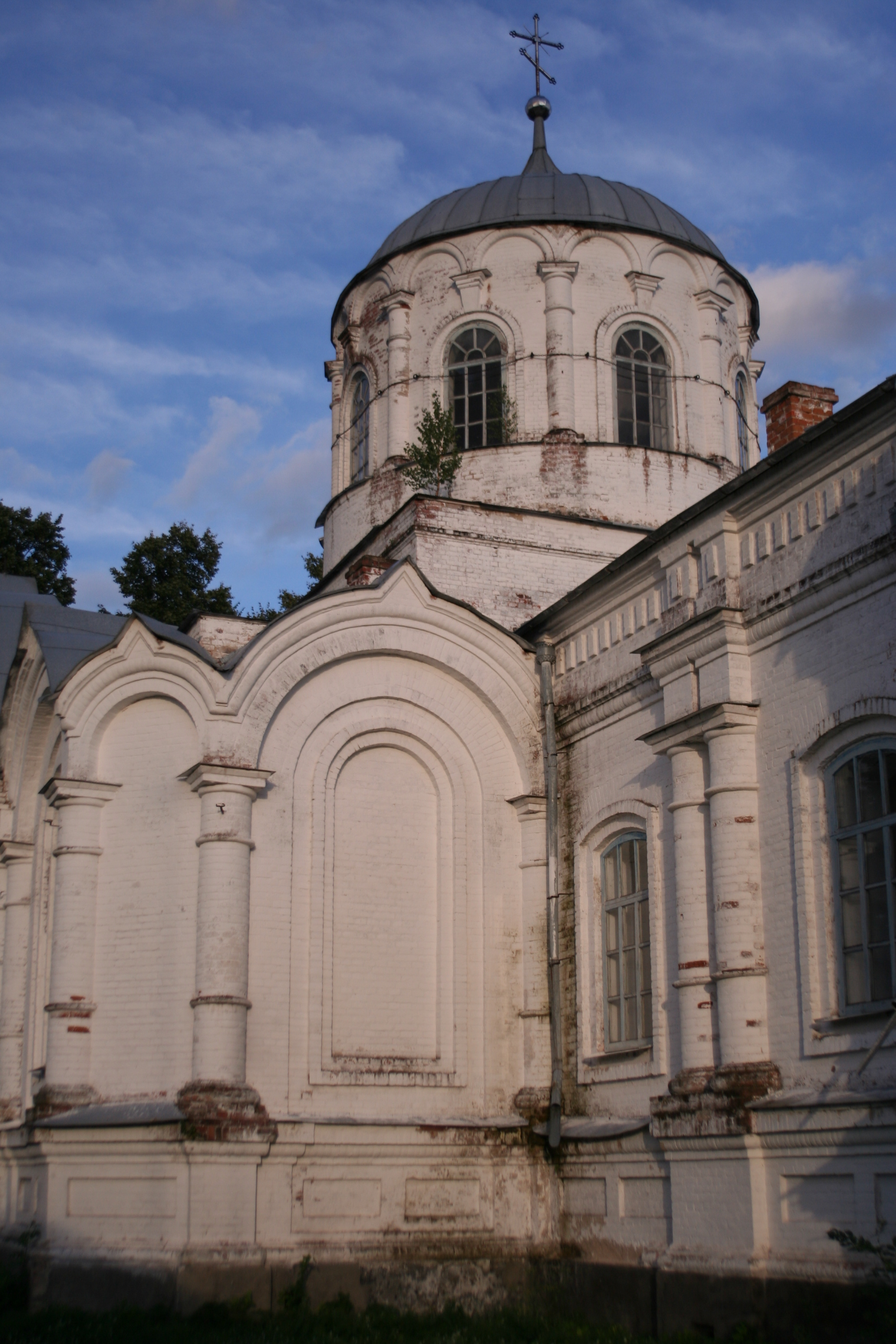
教堂

科馬里夫卡（羅馬化：Komarivka）是烏克蘭北部切爾尼戈夫州尼任區科马里夫卡市镇内的村庄及其行政中心。處於斯莫良卡河畔，面積6平方公里，海拔高度124米，2012年人口1,768。